# هری فار
هری فار (انگلیسی: Harry Furr; ۱۳ ژانویهٔ ۱۸۸۷ – ۲۳ نوامبر ۱۹۷۱) بازیکن فوتبال اهل بریتانیا بود.
از باشگاه‌هایی که در آن بازی کرده‌است می‌توان به باشگاه فوتبال هیتچین تاون، باشگاه فوتبال لستر سیتی، و باشگاه فوتبال برنتفورد اشاره کرد.